# Mumilaaq Qaqqaq
Mumilaaq Qaqqaq (Inuktitut ᒧᒥᓛᖅ ᖃᖅᑲᖅ; geboren 1993 in Baker Lake, Nunavut; auch bekannt als Trina Qaqqaq) ist eine kanadische Aktivistin und Politikerin der Neuen Demokratischen Partei (NDP), die seit ihrer Wahl 2019 für den Wahlbezirk Nunavut Abgeordnete im Unterhaus des kanadischen Parlaments ist.

## Frühes Leben
Mumilaaq Qaqqaqs Eltern sind Lehrer. Ihr Bruder arbeitet hauptberuflich als Jäger. Sie wuchs in Baker Lake auf. Nach der Schulzeit arbeitete sie für Nunavut Tunngavik Inc. (die gesetzlich legitimierte Vertretung der Indigenen in Nunavut) und das Gesundheitsministerium von Nunavut. 2017 zog sie nach Iqaluit, der Hauptstadt von Nunavut.
2017 nahm Qaqqaq an dem alle zwei Jahre durchgeführten Programm „Daughters of the Vote“ teil, bei dem am Internationalen Frauentag aus jedem kanadischen Wahlkreis eine junge Frau nach Ottawa reist, um dort im Parlament Kanadas zu debattieren und Mitglieder des Kabinetts zu treffen. Qaqqaq sprach in ihrer Rede über die hohe Suizidrate unter den Inuit und über das Gefühl der Menschen im Norden, vergessen worden zu sein. Ihre mit Standing Ovations bedachte Rede wurde zu einem YouTube-Hit. Der Erfolg führte zu einer Anstellung bei der Non-Profit-Organisation Inuit Tapiriit Kanatami, wo sie mit Susan Aglukark zusammenarbeitete.

## Politische Karriere
2019 kandidierte Mumilaaq Qaqqaq für die Neue Demokratische Partei bei den Unterhauswahlen. Qaqqaqs Alter zum Zeitpunkt ihrer Wahl, 25 Jahre, war fast identisch mit dem Durchschnittsalter in Nunavut von 24,7 Jahren. Im Wahlkampf wurde ihr Alter immer wieder thematisiert.  Bei dieser Wahl traten drei Inuit-Frauen – darunter Qaqqaq – im Wahlbezirk Nunavut gegeneinander an, was ungewöhnlich war. Neben Qaqqaq waren das Leona Aglukkaq von der Konservativen Partei, die Nunavut von 2008 bis 2015 im kanadischen Parlament vertreten hatte und Gesundheits- und Umweltministerin gewesen war, und Megan Pizzo Lyall von der Liberalen Partei.
Qaqqaq konnte die Wahl mit 41 % der Stimmen für sich entscheiden. Sie ist die jüngste Abgeordnete, die Nunavut je vertreten hat, die erste NDP-Abgeordnete des Bezirks seit 1982 (damals noch als Teil des Wahlbezirks Nunatsiaq) und die erste Abgeordnete mit traditioneller Inuit-Gesichts-Tätowierung. Außerdem ist Qaqqaq derzeit die einzige Abgeordnete aus Nordkanada, die nicht der Liberalen Partei angehört.
Qaqqaqs besonderes Augenmerk gilt dem Kampf gegen die hohe Suizidrate in der Region, vor allem unter jungen Menschen. Sie kritisierte den kanadischen Premierminister Justin Trudeau, weil er seinem Versprechen einer „Nation-zu-Nation“-Beziehung zu den indigenen Völkern Kanadas keine Taten habe folgen lassen.